# Hermann Burde
Hermann Burde (ur. 19 lutego 1943 w Rheinsbergu) – niemiecki lekkoatleta, sprinter, wicemistrz Europy z 1969. W czasie swojej kariery reprezentował Niemiecką Republikę Demokratyczną.
Zajął 4. miejsce w sztafecie 4 × 100 metrów na mistrzostwach Europy w 1966 w Budapeszcie (sztafeta NRD biegła w składzie: Harald Eggers, Rainer Berger, Heinz Erbstößer i Burde). Startował w sztafecie 4 × 2 okrążenia na europejskich igrzyskach halowych w 1967 w Pradze, ale sztafeta NRD została zdyskwalifikowana w finale.
Na mistrzostwach Europy w 1969 w Atenach zdobył srebrny medal w biegu na 200 metrów, a także zajął 5. miejsce w biegu na 100 metrów i również 5. miejsce w sztafecie 4 × 100 metrów (która biegła w składzie: Günter Gollos, Peter Haase, Burde i Hans-Jürgen Bombach). Na mistrzostwach Europy w 1971 w Helsinkach wystąpił tylko w sztafecie 4 × 100 metrów, która została zdyskwalifikowana w finale.
Był mistrzem NRD w sztafecie 4 × 100 metrów w 1970 i w sztafecie 4 × 200 metrów w 1967, wicemistrzem w sztafecie 4 × 100 metrów w 1963 i 1966 oraz w sztafecie 4 × 200 metrów w 1966, a także brązowym medalistą w biegu na 200 metrów w 1963 i 1966. Był również halowym mistrzem NRD w biegu na 55 metrów w 1970 i brązowym medalistą w tej konkurencji w 1967 i w biegu na 60 metrów w 1971.
Burde wyrównywał rekordy NRD w biegu na 100 metrów (10,1 s 23 lipca 1969 w Berlinie) i w biegu na 200 metrów (20,8 s 7 września 1966 w Berlinie i 14 czerwca 1969 w Poczdamie), a także ustanowił rekord NRD w sztafecie 4 × 100 metrów (39,1 s 21 lipca 1968 w Sokolovie).